# BlackBox
BlackBox é um gerenciador de janelas livre para sistemas Unix-like com X Window System. Se destaca pela leveza, sendo ideal para quem usa micro-computadores com poucos recursos e não quer abrir mão de uma interface gráfica. Um usuário conta que o Blackbox roda satisfatoriamente em um 486DX4 (66 MHz) com 16MB de memória RAM. Outras características são seu estilo minimalista e a capacidade do usuário personalizar seu visual a partir de temas. É escrito em C++ e contém código completamente original.

## Plataformas suportadas
Blackbox é portável, podendo ser compilado e executado nos seguintes sistemas operacionais:
- BSD (principal plataforma de desenvolvimento)
- Linux
- IBM OS/2
- Windows (under Cygwin)
- Windows chamado BB4Win
- Apple Mac OS X
- Sun Solaris
- SGI Irix
- HP HP/UX

O Blackbox teoricamente roda em qualquer arquitetura.